# Villnachern
Villnachern es una comuna suiza del cantón de Argovia, situada en el distrito de Brugg. Limita al oeste y norte con Bözberg, al este con Brugg, y al sur con Schinznach-Bad y Schinznach.

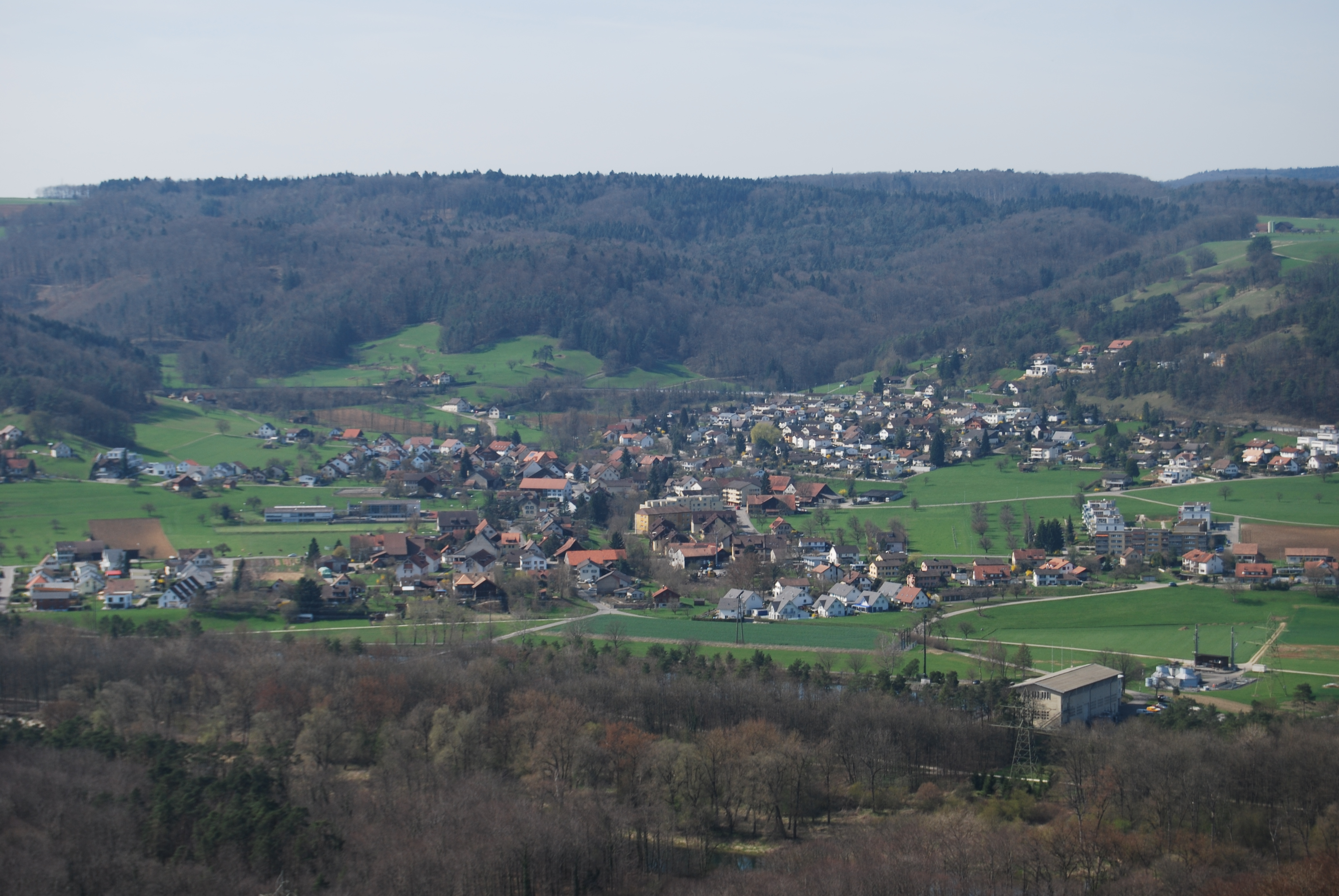
Villnachern